# 死因裁判法庭

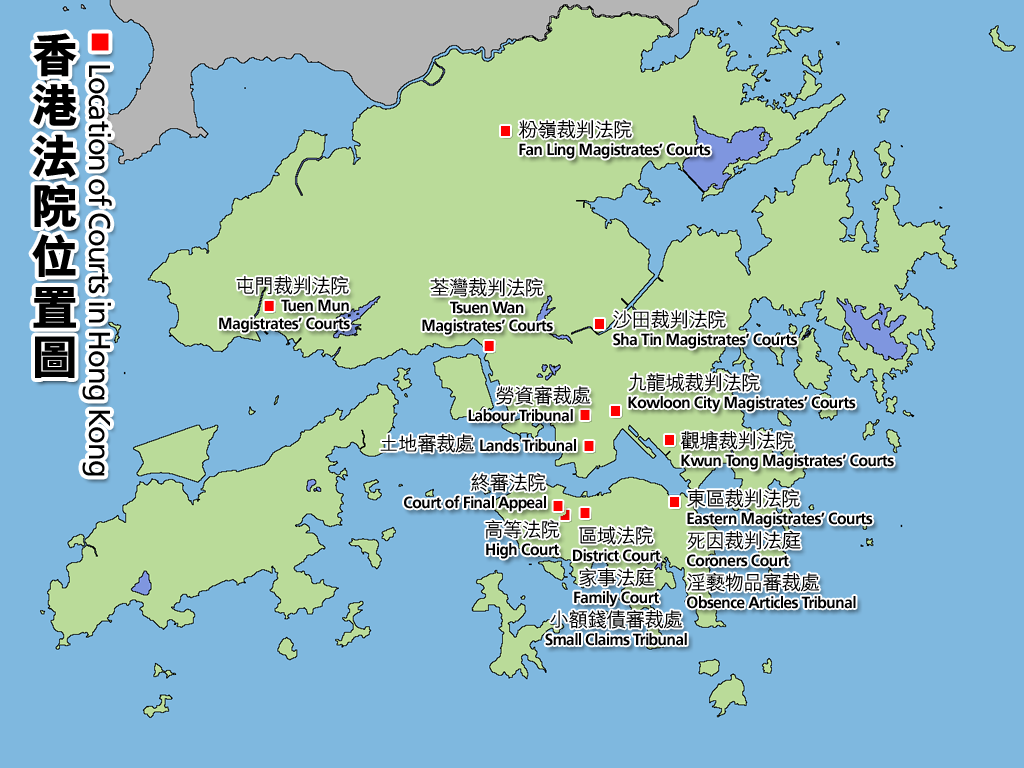
香港各級法院位置圖

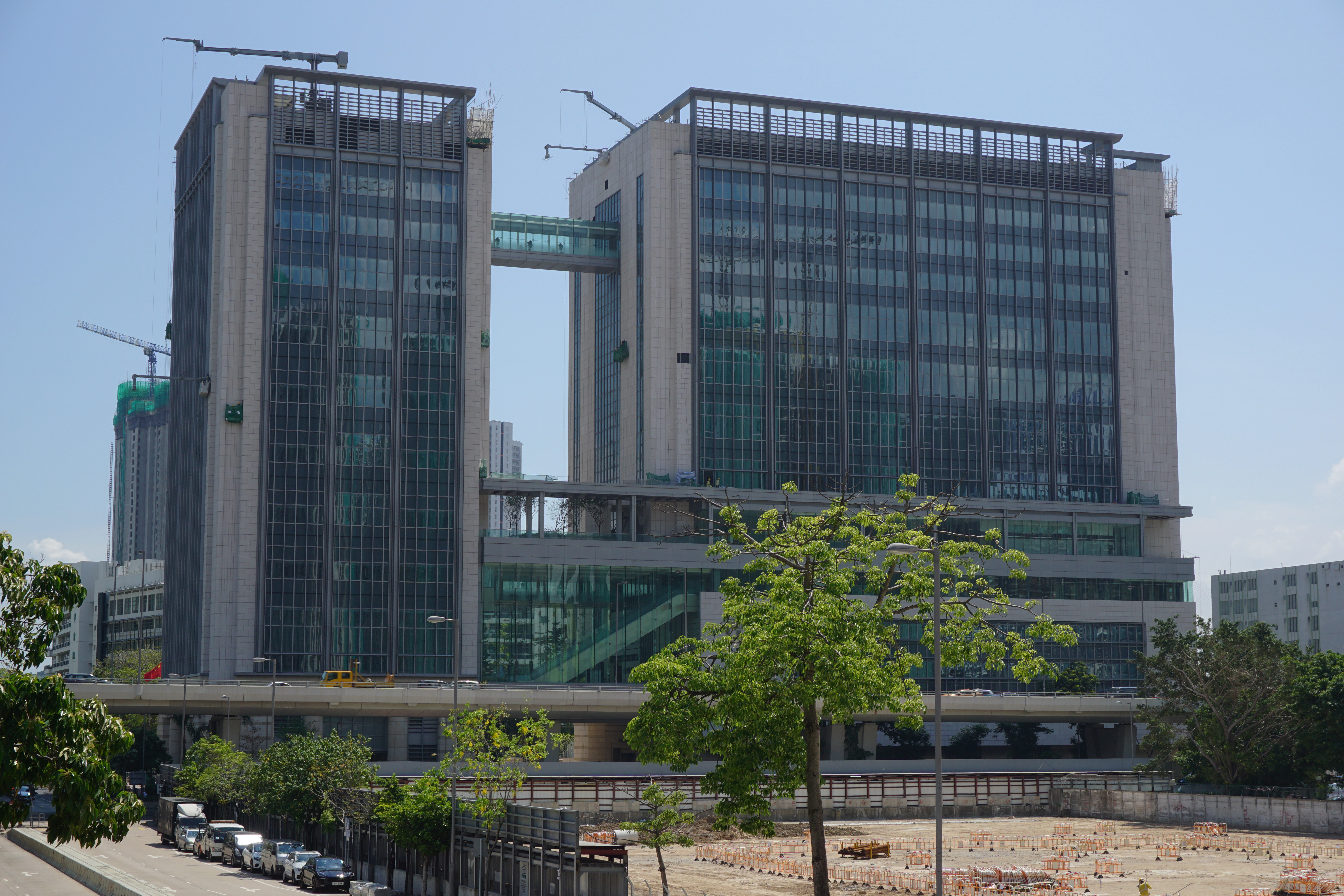
死因裁判法庭位於西九龍法院大樓A座（圖右）

死因裁判法庭（英語：Coroner's Court；案号代码CC；簡稱死因庭）是香港的一個特別法庭，源於英國的同等機構，由死因裁判官主持，在一般情況下，與5人所組成的陪審團商議對案件的裁決。
死因裁判法庭原位於香港西灣河太安街29號東區法院大樓，2017年1月16日遷往九龍深水埗區長沙灣通州街501號西九龍法院大樓A座8樓第16-19法庭。而視情況也會在高等法院科技法庭處理案件，例如馬尼拉人質事件。

## 歷史
1841年，香港沿用英國的普通法制度，設立死因裁判官的職務。但至1888年，港英政府通過一項法例，廢除此職務，並由裁判司負責。
1950年，港英政府再度通過一法例，由總裁判司委派一名裁司，同時兼任裁判司及死因裁判官的職務。
1967年，港英政府頒布《死因裁判官條例》，規定港督可委任一名或多名的裁判官。而在1967至1971年期間，香港便有兩名全職死因裁判官。而在1971年，港英政府修改法例，允許首席按察司委任一名死因裁判官。

## 職責及作用
康士委員會認為死因裁判官有兩個功能：其一是須調查非自然及意外的死亡情況，並將情況及結果呈報給有關當局，以防止同類型事件的發生；透過將死因研訊公開進行，便讓市民得知得知某宗死亡個案的情況。
香港法律改革委員會認為死因裁判官的主要任務為調查原因不明、意外致死、有可疑之處、或為公眾利益而必要調查的死亡。而其目的為讓有關人等可確知死亡真相、建議如何防止同類死亡事件的發生、讓清白的人可洗脫嫌疑、及早認識危害生命的新事物、促使有關當局注意由可預防疾病引致的死亡及藥物的誤用、阻嚇處事輕率的人以及揭發刑事罪行。為了達致上述目標，死因庭應及時進行徹底和獨立的調查。
高等法院曾在2011年採納英國上議院提出的原則，指出死因庭是其中一項行之有效的方式，能確保《基本法》及《香港人權宣言》中的市民之生命權利得到保障。而為了確保生命權利得到有效保障，死因庭應有酌情權，除了調查死者的直接死因外，也應調查致死的環境因素。
2019年死因裁判官報告指出，研訊有兩大目的：其一是透過公開研訊，了解死亡的真相，並藉此提供切實可行的建議來避免同類死亡事件的發生；其二是希望家屬在研訊中，親身聽到及看到證人的作供，從而對親人的死亡感到釋懷。

## 流程

### 死亡個案呈報
根據《死因裁判官條例》，有二十種死亡情況需向死因裁判官呈報，例如是意外或受傷導致的死亡、自殺身亡、受官方看管時死亡、在香港境外的死亡，而屍體被運入香港等。而當有死亡個案須呈報時，屍體將會送至醫院或公眾殮房，並交由病理學家對屍體進行外部檢驗及向裁判官提交檢驗結果及死因。如果死因已確認，死因裁判官會視情況豁免屍體剖驗、發出埋葬或火葬等命令；如果死因不明確或有其他原因，則會命令剖驗屍體，並會就驗屍結果考慮是否須要交由警方調查，如交由警方調查，則就警方的調查報告考慮是否進行研訊或尋求專家意見。
另外，如果任何人突然死亡、在可疑情況死亡、因意外或暴力而死亡、屍體在香港被發現或運入香港之情況下，無論是否屬於需呈報死亡個案，死因裁判官也可進行研訊。如果任何人在受官方看管時死亡或應律政司要求之情況下，死因裁判官必須進行研訊。

### 研訊
研訊時，死因裁判官須傳召證人，由死因研訊主任或政府律師、陪審團、死者家屬、其他有適當利害關係人士及死因裁判官分別訊問，其後死因裁判官總結案情，並由陪審團或死因裁判官宣讀判決。而死因裁判官或陪審團須確定死者的身份、在何時、何地、何處、如何死亡、對該宗死亡個案的結論及根據《生死登記條例》須就該宗死亡個案登記的詳情。陪審團或死因裁判官可就死亡個案作出死於自然原因、死於不幸 （页面存档备份，存于）、意外、非法被殺、存疑裁決等結論。而為了防止類似死亡事件發生，死因裁判官或陪審團可作出建議。
另外，作出裁斷時，不得作出令人覺得是對民事法律責任問題的決定，並應向處理民事訴訟的法庭提出。如果死因裁判官覺得案件涉及刑事成分，則應交由律政司司長處理，並須將聆訊押後及至研事訴訟程序結束前不得重開。

## 現況
根據2023年3月時的政府電話簿，香港現時有三位死因裁判官，分別為周慧珠、何俊堯、林希維裁判官。而向死因裁判官呈報的死亡個案由2015年至2019年期間平均有1萬多宗，須予進一步調查及研訊的個案分別平均有1千多宗及百多宗，其中有陪審團的研訊平均佔了約9成。

## 備註
1. ↑  官方看管是指由警務人員、懲教署人員或由擁有法定的逮捕權或羈留權的其他人羈押；或根據羈留令或拘押令羈留在由社會福利署署長管理、控制或負責行政事宜的感化院或羈留院；或根據《保護兒童及少年條例》而設的收容所；或羈留在《精神健康條例》所指的精神病院；或依據《精神健康條例》第IIIA或IVB部所作出的監護。
2. ↑  例如是死者的父母、配偶、兄弟姊妹或子女；或死者的註冊醫生；或死者壽險保單中的受益人或發出保單的保險人等
3. ↑  死於不幸是指合法的行為導致意料之外的死亡，例如在治療時出現無法預計及不可逆轉的併發症[12]。
4. ↑  存疑裁決是指證據不足，只能作出「存疑裁決」之結論，例如是陳彥霖死亡事件。

## 外部連結
- 香港司法機構- 死因裁判法庭（页面存档备份，存于）